# Leitz (Büroartikel)
Koordinaten: 48° 48′ 41,8″ N, 9° 10′ 25,4″ O

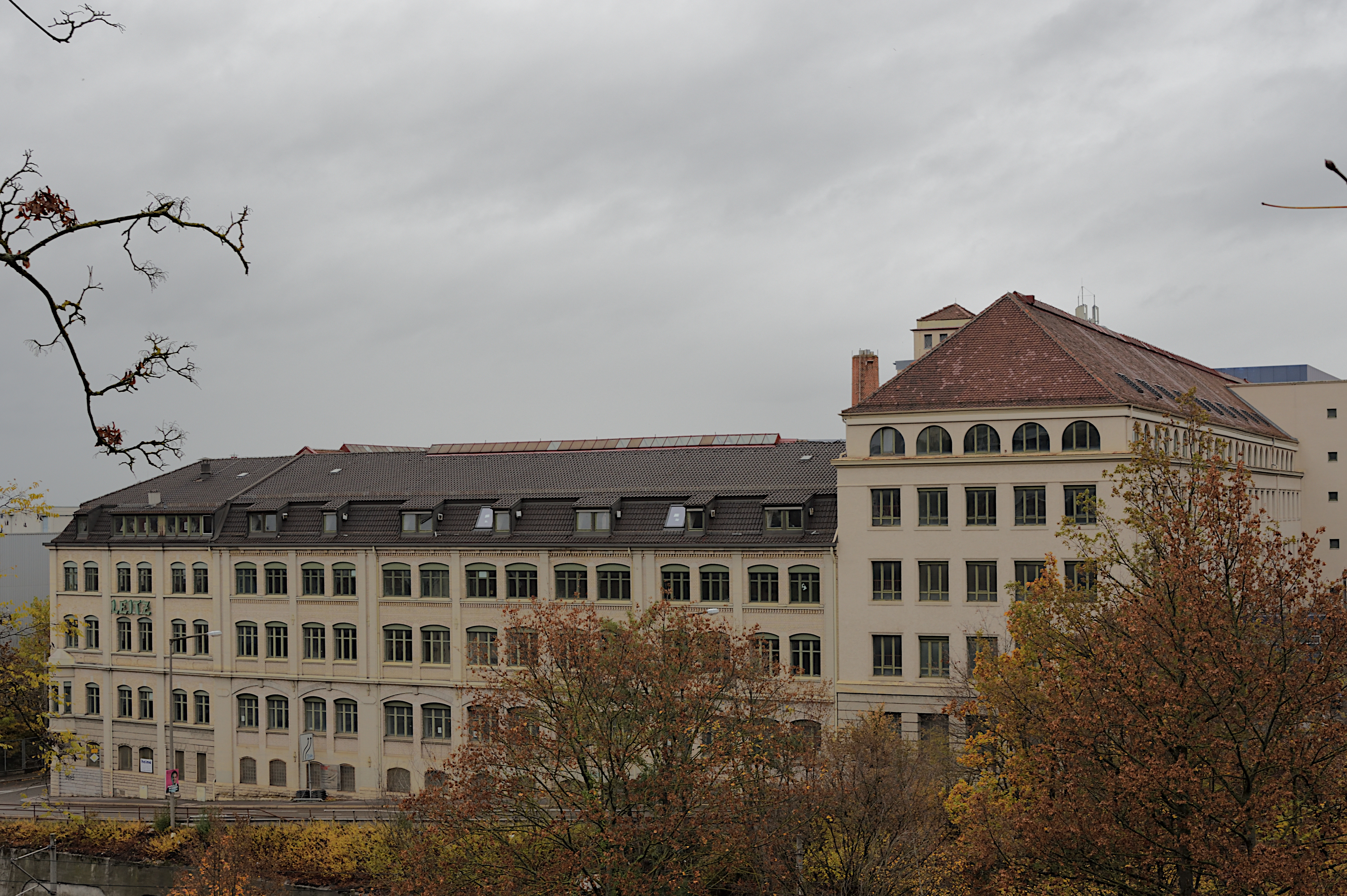
Stammhaus in Stuttgart-Feuerbach

Das Unternehmen LEITZ ACCO Brands GmbH & Co. KG mit Sitz in Stuttgart gehört seit 2016 zum ACCO-Konzern. Der vom Unternehmen entwickelte Leitz-Ordner wurde allgemein bekannt als Gattungsname für Aktenordner.

## Geschichte
Der Betrieb wurde 1871 vom Mechaniker und Fakturabücher-Fabrikanten Louis Leitz als Werkstätte zur Herstellung von Metallteilen für Ordnungsmittel gegründet. Industrialisierung und wachsende Bürokratisierung führten zu immer mehr Schriftverkehr. Man suchte Lösungen, um Schriftstücke effizient abzulegen und bei Bedarf auf sie zugreifen zu können. Der Leitz-Ordner war zunächst eine noch relativ primitive Vorrichtung zum Aufspießen von Papier zwischen Aktendeckeln. 1893 kam aber die Mechanik mit Umlegehebel und Bügel auf den Markt, ähnlich der heute verwendeten. 1911 wurde das Griffloch im Ordnerrücken eingeführt.
1897 bis 1898 wurde der erste eigene Fabrikbau des Unternehmens in Feuerbach (seit 1933 Teil von Stuttgart) errichtet. Der heute unter Denkmalschutz stehende Fabrikkomplex wurde in mehreren Bauabschnitten zwischen 1898 und 1936 sowie in den 1960er und 1990er Jahren erweitert.
Auch nach dem Tod des Gründers im Jahr 1918 firmierte das Unternehmen weiter als Louis Leitz in der Rechtsform einer OHG. Seine Söhne Ludwig und Eberhard übernahmen das Unternehmen im Erbgang als kaufmännischer und technischer Geschäftsfürer. 
Anfang 1941 kaufte Leitz das Unternehmen Luzien Rossmann – Briefordnerfabrik und Registraturwaren bzw. Manusey in Straßburg. Das Deutsche Reich hatte 1940 den Westfeldzug gewonnen und Teil Frankreichs besetzt.
Im Jahr 1998 kaufte die Esselte-Gruppe Leitz, das damals 2.500 Mitarbeiter hatte und 280 Millionen DM Umsatz machte. Ein großer Teil der Mitarbeiter wurde nach dem Kauf entlassen.
Der ACCO-Konzern kaufte 2017 die Esselte-Gruppe einschließlich Leitz von der Private-Equity-Gesellschaft J. W. Childs und änderte die Firma des Unternehmens von Esselte Leitz GmbH & Co. KG in LEITZ ACCO Brands GmbH & Co. KG. Zum Zeitpunkt des Verkaufs hatte Leitz 455 Mitarbeiter bei einem Umsatz von 205,8 Millionen Euro.

Produkte
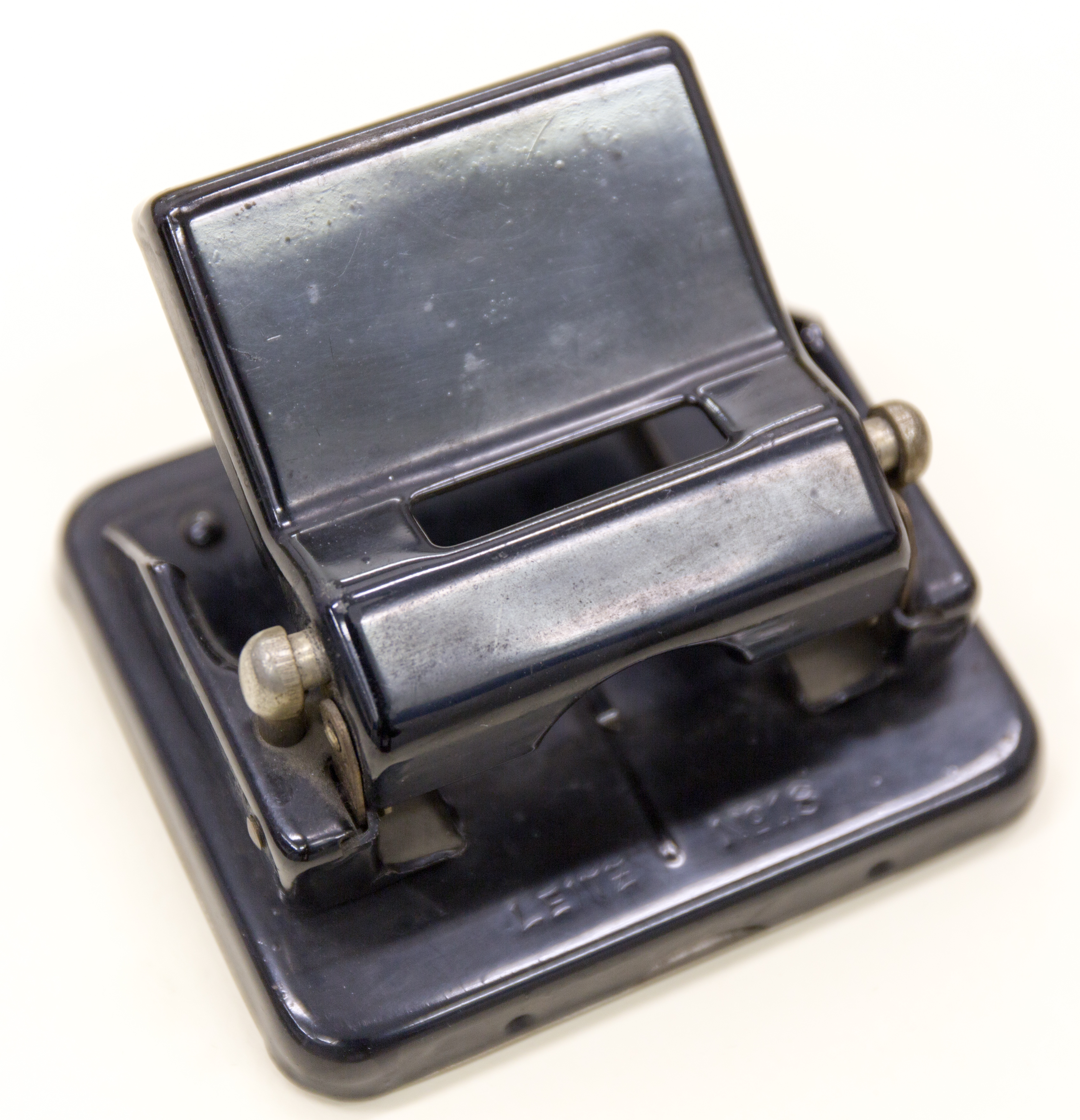
Locher Leitz No. 18 im Museum Europäischer Kulturen in Berlin
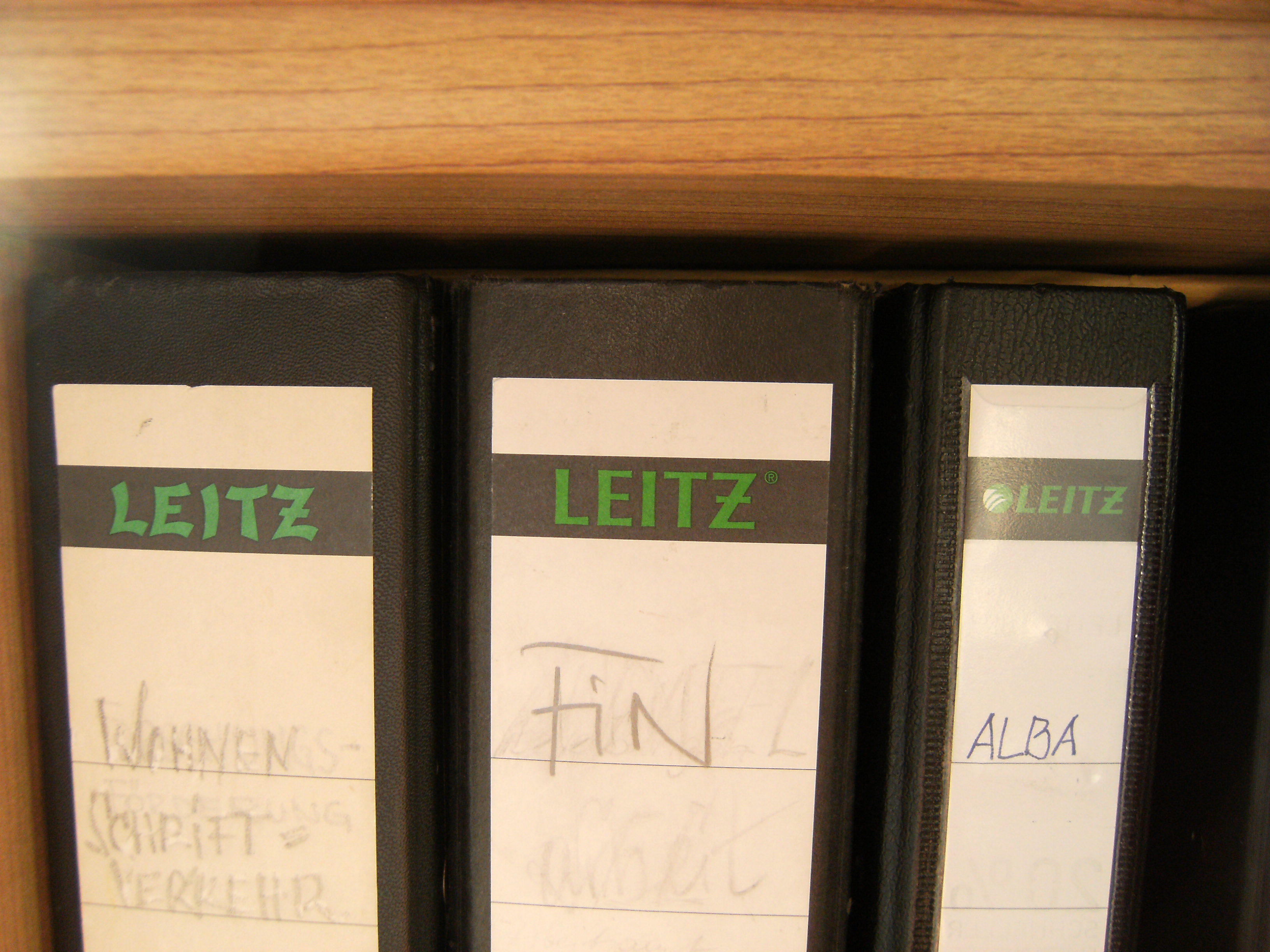
Leitz-Aktenordner – links mit klassischem Logo (bis Mitte der 1990er Jahre), rechts nach der Übernahme durch Esselte angelehnt an deren Logo, Mitte dazwischen
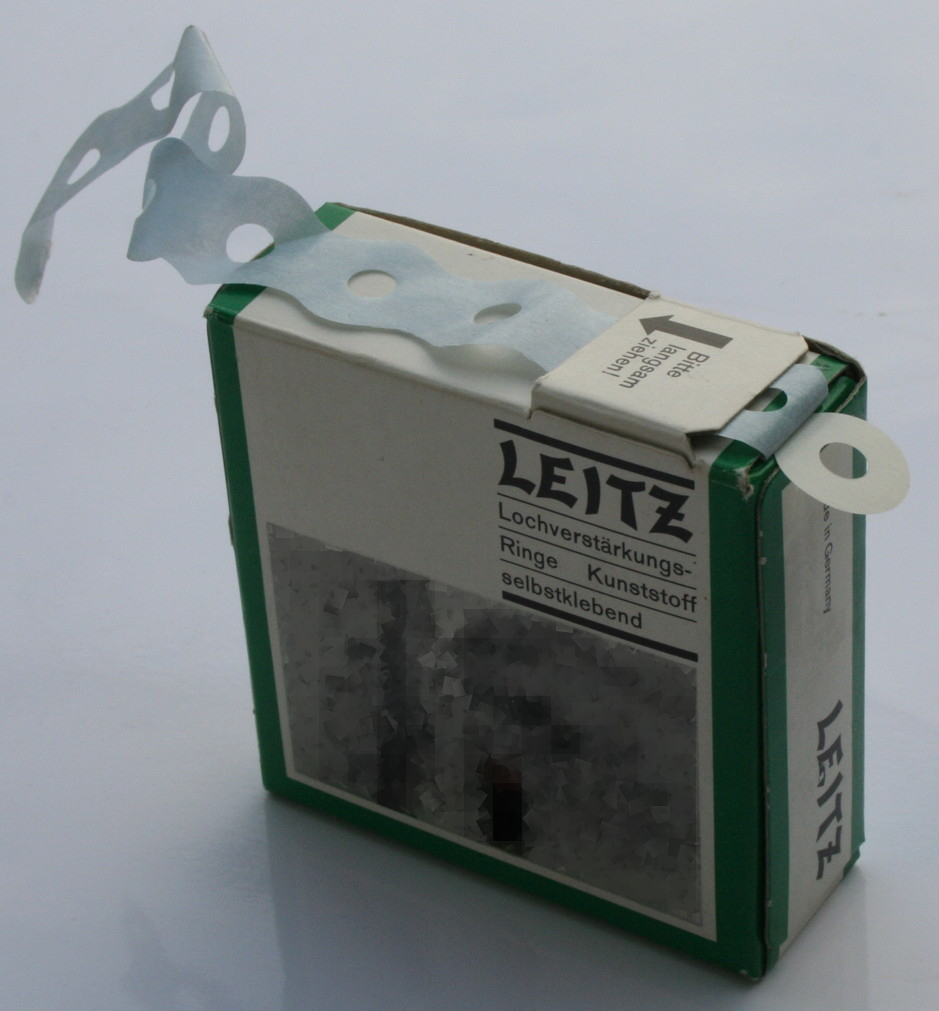
Lochverstärkungsringe